# 忽敦
忽敦（こつとん、クドゥン、生没年不詳）は、元のモンゴル人武将。

## 経歴
『元史』、『高麗史』などによれば、至元11年（1274年）8月に日本征討都元帥として高麗に派遣され、日本に侵攻した（文永の役）。北九州に上陸したものの日本軍によって進撃を阻止され、夜に入って撤退、帰途は暴風雨のため多大の被害を蒙った。11月に高麗へ戻り、12月には高麗の忠烈王夫妻へ捕虜の少年少女200人を奴隷として献上し、翌年正月に元へ帰還した。
恐らくモンゴル系と考えられるが漢文化の知識があったようで、『高麗史』金方慶伝（及び『高麗史節要』）によると高麗側の主将である金方慶の進軍すべしとの意見に対し、「兵法（『孫子』）」を引用して撤兵を決めている。
弘安の役で元・高麗軍を率いた忻都は文永の役以前から高麗で日本征服の準備を行っており、突如派遣された忽敦が総司令官となっていることから、日本の歴史研究者の間では両者を同一人物視する場合が多いが、両者の十分な検証はまだ行われていない。